# 水俣港
水俣港（みなまたこう）は、熊本県水俣市にある地方港湾。港湾管理者は熊本県。平成12年（2000年）、特定地域振興重要港湾に指定されている。

## 概要
水俣湾に面した港湾である。
2015年度の発着数は2,359隻（455,318総トン）、うち外国商船42隻（360,947総トン）、利用客数は11,177人（乗込人員6,327人、上陸人員4,850人）である。

## 航路

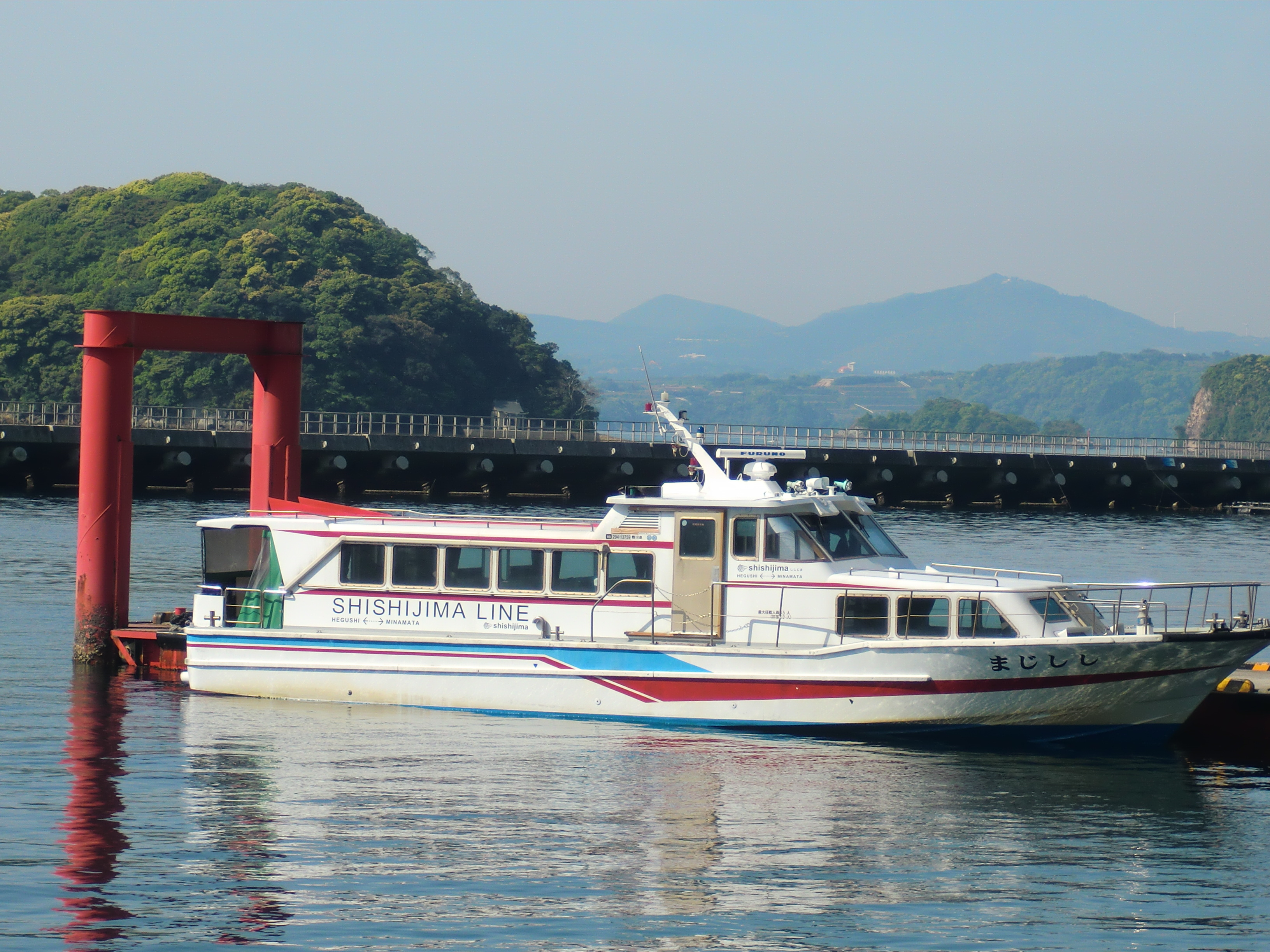
水俣 - 幣串航路を結ぶ旅客船ししじま

- （有）獅子島汽船（旅客船ししじま）：獅子島幣串（鹿児島県出水郡長島町）[3]

### 廃止された航路
- 三和商船（株）（カーフェリー第８愛媛）:御所浦 - 本渡（1995年12月1日廃止）
- 江崎汽船（株）（サン・ロイヤル）: - 牛深港（2002年11月1日廃止）
- （有）水俣高速船（旅客船うみたか）:上平 - 幣串 - 牛深港（2006年9月1日廃止）
- 南国海運（株）（カーフェリー第三かまがり）:御所浦 - 本渡（2007年5月7日廃止）

## バス路線
- 産交バス
  - つなぎ温泉前（水俣駅・水俣市役所・新水俣駅・津奈木町役場経由）…毎日3本運行

かつてはつなぎ温泉から先の赤崎、平国までのバス路線であったが、つなぎ温泉前－平国間は2015年9月30日の運行を以て廃止された。